# Rôdeur (Donjons et Dragons)
Pour la Terre du Milieu, voir Dúnedain du Nord.
Le rôdeur, parfois surnommé ranger, est une classe de personnage du jeu de rôle Donjons et Dragons.